# Mysmena tamdaoensis
Espèce
Synonymes
- Calodipoena tamdaoensis Lin & Li, 2014

Mysmena tamdaoensis est une espèce d'araignées aranéomorphes de la famille des Mysmenidae.

## Distribution
Cette espèce est endémique de la province de Vĩnh Phúc au Viêt Nam,. Elle se rencontre dans le parc national de Tam Dao.

## Description
Le mâle holotype mesure 0,66 mm et la femelle paratype 0,86 mm.

## Étymologie
Son nom d'espèce, composé de tamdao et du suffixe latin -ensis, « qui vit dans, qui habite », lui a été donné en référence au lieu de sa découverte, le parc national de Tam Dao.

## Publication originale
- Lin & Li, 2014 : Mysmenidae (Arachnida, Araneae), a spider family newly recorded from Vietnam. Zootaxa no 3826(1), p. 169-194.